# Morti nel 1391
| Questa pagina contiene informazioni ricavate automaticamente dalle voci biografiche con l'ausilio del template Bio e di un bot. L'aggiornamento è periodico e automatico e ricostruisce completamente la pagina. Se manca una persona in questa lista, sei pregato di non aggiungerla, ma accertati piuttosto che la sua voce biografica contenga il template Bio e che i dati anagrafici siano correttamente compilati. Se il template Bio manca, inseriscilo tu stesso o, in alternativa, metti l'avviso {{tmp\|Bio}} che ne segnala la mancanza. Se i dati riportati sono sbagliati, correggi direttamente la voce biografica; le modifiche saranno visibili in questa lista entro pochi giorni. Per chiarimenti vedi il progetto biografie. La lista contiene solo le 29 persone che sono citate nell'enciclopedia e per le quali è stato implementato correttamente il template Bio. Pagina aggiornata al 2 apr 2025. |

- 13 gennaio - Gautier Gómez de Luna, cardinale spagnolo
- 16 gennaio - Muhammad V di Granada, sovrano (n. 1338)
- 7 febbraio - Agnese Visconti, nobile italiana (n. 1363)
- 7 febbraio - Antonio da Scandiano, militare italiano (n. 1366)
- 16 febbraio - Giovanni V Paleologo, imperatore bizantino (n. 1332)
- 10 marzo - Tvrtko I di Bosnia, sovrano bosniaco (n. 1338)
- 17 marzo - Uliana di Tver', russa (n. 1325)
- 16 maggio - Jacques de Menthonay, cardinale francese
- 3 giugno - Boldrino da Panicale, condottiero italiano
- 25 luglio - Giovanni III d'Armagnac, nobile francese
- 1º agosto - Gastone III Febo, conte (n. 1331)
- 28 agosto - Berardo da Teramo, vescovo cattolico italiano
- 17 settembre - Paolo Trinci, religioso italiano (n. 1309)
- 1º ottobre - Guglielmo I di Namur, nobile francese (n. 1324)
- 2 ottobre - Faydit d'Aigrefeuille, cardinale e vescovo cattolico francese
- 1º novembre - Amedeo VII di Savoia, nobile (n. 1360)
- 12 novembre - Bertrando Alidosi, nobile e condottiero italiano
- 14 novembre - Stefano da Cuneo, religioso, santo e francescano italiano
- 14 novembre - Nicola Tavelić, religioso croato
- 21 dicembre - Engelberto III de la Marca, conte (n. 1334)
- Manfredi III Chiaramonte, nobile italiano
- Thomas Clifford, VI barone Clifford, nobile e militare inglese (n. 1363)
- Jean IV de Mauquenchy, militare francese
- Roberto di Namur, nobile olandese (n. 1323)
- Antonio Visconti, nobile
- Gherardo VII da Camino, nobile e militare italiano
- Bernardon de la Salle, mercenario francese (n. 1339)
- Caterina di Gorizia, nobildonna italiana
- Margherita di Norimberga, nobildonna tedesca (n. 1359)